# Vícenice u Náměště nad Oslavou
Vícenice u Náměště nad Oslavou település Csehországban, a Třebíči járásban. Vícenice u Náměště nad Oslavou Ocmanice, Hartvíkovice, Náměšť nad Oslavou, Okarec és Sedlec településekkel határos. Lakosainak száma 437 fő (2024. január 1.).

## Népesség
A település lakosságának változását az alábbi diagram mutatja:
| Lakosok száma | 355  | 402  | 417  | 461  | 404  | 366  | 376  | 398  | 404  | 437  |
|               | 1869 | 1900 | 1921 | 1961 | 1980 | 2011 | 2016 | 2019 | 2021 | 2024 |